# David Wain
 (mars 2014).
Si vous disposez d'ouvrages ou d'articles de référence ou si vous connaissez des sites web de qualité traitant du thème abordé ici, merci de compléter l'article en donnant les références utiles à sa vérifiabilité et en les liant à la section « Notes et références ».
David Wain, né le 1er août 1969 à Shaker Heights, Ohio, est un réalisateur, scénariste, acteur producteur et éditeur américain.

## Filmographie

### Acteur
- 1992 : You Wrote It, You Watch It (série télé)
- 1993 : The Waiters (Court métrage)
- 1993-1995 : The State (Série télé - 27 épisodes)
- 1997 : Apt. 2F (Série télé - 1 Épisode)
- 1999 : Random Play (Série télé - 3 Épisodes)
- 2000 : Au nom d'Anna de Edward Norton : Steve Posner
- 2000 : The Very Black Show de Spike Lee : Bunning
- 2000 : Sheep in the Big City (Série télé - 1 Épisode)
- 2001 : Wet Hot American Summer de lui-même : Paco
- 2003 : Crank Yankers (Série télé - 2 Épisodes)
- 2003 : The Third Date (Court métrage) : Ralphie
- 2004 : Soundtracks Live (téléfilm) : Jim Baker
- 2004 : Polly et moi de John Hamburg : le photographe du mariage
- 2004 : Love in a Lecture Theatre (Court métrage) : Amis de Will
- 2004 : Cheap Seats: Without Ron Parker (Série télé - 1 épisode) : Brian Lewis
- 2005 : The Baxter de Michael Showalter : Louis Lewis
- 2005 : Stella (Série télé - 10 Épisodes) : David
- 2006 : Entourage (série télé - 1 épisode) : Un agent
- 2006 : Delirious de Tom DiCillo : Byron
- 2007 : The Ten de David Wain : Abe Grossman
- 2007 : Alerte à Miami : Reno 911 ! de Robert Ben Garant : Breen
- 2007 : Puberty: The Movie d'Eric Ledgin et Stephen Schneider : Principale Kirkpatrick
- 2007-2011 : Wainy Days (série télé - 35 épisodes) : David
- 2007-2014[réf. nécessaire] : Superjail! (série télé - 27 épisodes) : The Warden
- 2008 : The Guitar de Amy Redford
- 2008 : Les Grands Frères de David Wain : Chevron Baine
- 2008 : Birthday (Court métrage) : David
- 2008-16 : Childrens Hospital (Série télé - 12 Épisodes)
- 2009 : I Love You, Man de John Hamburg
- 2012 : Sleepwalk with Me de Mike Birbiglia et Seth Barrish : Pete
- 2012 : New Girl (Série télé - 1 Épisode)
- 2012 : Thanks for Sharing de Stuart Blumberg
- 2012 : Bob's Burgers (Série télé - 1 Épisode) : Courtney
- 2013 : Hell Baby de Robert Ben Garant et Thomas Lennon
- 2013 : She Said, She Said (Court métrage)
- 2014 : They Came Together de David Wain
- 2015-2018 : Another Period : Albert
- 2022 : KIMI de Steven Soderbergh : le dentiste d'Angela

### Réalisateur
- 2001 : Wet Hot American Summer
- 2007 : The Ten
- 2008 : Les Grands Frères
- 2012 : Peace, Love et plus si affinités
- 2014 : They Came Together
- 2018 : A Futile and Stupid Gesture

### Scénariste
- 2001 : Wet Hot American Summer
- 2007 : The Ten
- 2008 : Les Grands Frères
- 2012 : Peace, Love et plus si affinités
- 2014 : They Came Together